# Municipio de Craig (Nebraska)
El municipio de Craig (en inglés: Craig Township) es un municipio ubicado en el condado de Burt en el estado estadounidense de Nebraska. En el año 2010 tenía una población de 460 habitantes y una densidad poblacional de 3,16 personas por km².

## Geografía
El municipio de Craig se encuentra ubicado en las coordenadas 41°45′42″N 96°23′41″O / 41.76167, -96.39472. Según la Oficina del Censo de los Estados Unidos, el municipio tiene una superficie total de 145.69 km², de la cual 145,63 km² corresponden a tierra firme y (0,04 %) 0,06 km² es agua.

## Demografía
Según el censo de 2010, había 460 personas residiendo en el municipio de Craig. La densidad de población era de 3,16 hab./km². De los 460 habitantes, el municipio de Craig estaba compuesto por el 94,78 % blancos, el 0,43 % eran afroamericanos, el 1,09 % eran amerindios, el 0,22 % eran asiáticos, el 2,17 % eran de otras razas y el 1,3 % eran de una mezcla de razas. Del total de la población el 3,7 % eran hispanos o latinos de cualquier raza.